# 但丁紀念碑
但丁紀念碑（義大利語：Monumento a Dante Alighieri）是位於佛羅倫薩聖十字廣場的紀念雕塑，由義大利雕刻家恩里克·帕茲（Enrico Pazzi）創作，用以紀念《神曲》的作者但丁·阿利吉耶里。

## 外部連結
- The Dante statue （页面存档备份，存于）, Florentine, Chipping away at the Italian language, Deirdre Pirro, JANUARY 27, 2011

Template:佛罗伦萨地标